# 海神胞菌属
海神胞菌属（学名：Neptunicella）是交替单胞菌科下的一个属。

## 下属物种
本属包括以下物种：
- 海洋海神胞菌 Neptunicella marina，分离自印度洋表层海水。[2]